# پوتشدیلیتسه
پوتشدیلیتسه (به چکی: Počedělice) یک منطقهٔ مسکونی در جمهوری چک است که در ناحیه لوونی واقع شده‌است. پوتشدیلیتسه ۱۱٫۶۳ کیلومتر مربع مساحت و ۲۵۴ نفر جمعیت دارد و ۱۷۳ متر بالاتر از سطح دریا واقع شده‌است.